# Birmingham City F.C.
Câu lạc bộ bóng đá Birmingham City là một câu lạc bộ bóng đá chuyên nghiệp có trụ sở tại thành phố Birmingham nước Anh. Thành lập năm 1875 với tên gọi là Small Heath Alliance, họ đã đổi tên thành Small Heath vào năm 1888, sau đó là Birmingham năm 1905 và cuối cùng trở thành Birmingham City năm 1943. Vào cuối mùa giải 2008-09, họ đã được thăng hạng từ EFL Championship lên Giải bóng đá Ngoại hạng Anh.
Sân nhà của Birmingham City là St Andrew's kể từ năm 1906. Họ có một sự cạnh tranh lâu dài và khốc liệt nhất đối với Aston Villa, người hàng xóm gần nhất của họ và là người mà họ đã thi đấu các trận Derby Birmingham. Biệt danh của câu lạc bộ là Blues (Xanh), do màu sắc từ bộ đồng phục của họ, và người hâm mộ của họ cũng được gọi là Bluenoses.

## Danh hiệu
Các danh hiệu của Birmingham City bao gồm (tính đến 2010):
- Second Division / Division One / The Championship (hạng 2)
  - Vô địch: 1892–93, 1920–21, 1947–48, 1954–55
  - Về nhì: 1893–94, 1900–01, 1902–03, 1971–72, 1984–85, 2006–07, 2008–09
  - Giành vé Play-off (lên hạng): 2001–02
- Third Division / Division Two (giải cấp 3)
  - Vô địch: 1994–95
  - Về nhì: 1991–92
- Cúp FA
  - Về nhì: 1931, 1956
- Cúp Liên đoàn bóng đá Anh
  - Vô địch: 1963, 2011
  - Về nhì: 2001
- Inter-Cities Fairs Cup
  - Về nhì: 1960, 1961
- Associate Members Cup / Football League Trophy
  - Vô địch: 1991, 1995
- Birmingham Senior Cup
  - Vô địch: 1905

## Ban lãnh đạo
Đến ngày 1 tháng 7 năm 2014.
- Huấn luyện viên trưởng: Lee Clark
- Trợ lý: Steve Watson
- Huấn luyện viên thủ môn: John Vaughan
- Huấn luyện viên đội dự bị: Richard Beale
- Huấn luyện viên học viện: Alan Thompson
- Trưởng trinh sát: Malcolm Crosby

## Cầu thủ

### Đội hình hiện tại
Ghi chú: Quốc kỳ chỉ đội tuyển quốc gia được xác định rõ trong điều lệ tư cách FIFA. Các cầu thủ có thể giữ hơn một quốc tịch ngoài FIFA. Đội hình chính xác tính đến 19 September 2023.
| Số | VT | Cầu thủ          | Quốc gia                               |
| -- | -- | ---------------- | -------------------------------------- |
| 1  | TM | Philippines      | Neil Etheridge                         |
| 2  | HV | Anh              | Ethan Laird                            |
| 3  | HV | Anh              | Lee Buchanan                           |
| 4  | HV | Anh              | Marc Roberts                           |
| 5  | HV | Anh              | Dion Sanderson (đội trưởng)            |
| 6  | TV | Ba Lan           | Krystian Bielik                        |
| 7  | TV | Curaçao          | Juninho Bacuna                         |
| 8  | TĐ | Wales            | Tyler Roberts                          |
| 9  | TĐ | Cộng hòa Ireland | Scott Hogan                            |
| 10 | TĐ | Anh              | Lukas Jutkiewicz (club captain)        |
| 11 | TV | Nhật Bản         | Koji Miyoshi                           |
| 12 | HV | Anh              | Cody Drameh (cho mượn từ Leeds United) |
| 14 | TV | Anh              | Keshi Anderson                         |
| 15 | TV | Anh              | Alfie Chang                            |
| 17 | TĐ | Scotland         | Siriki Dembélé                         |

| Số | VT | Cầu thủ          | Quốc gia                                 |
| -- | -- | ---------------- | ---------------------------------------- |
| 19 | TV | Wales            | Jordan James                             |
| 20 | TV | Anh              | Gary Gardner                             |
| 21 | TM | Anh              | John Ruddy                               |
| 23 | HV | Anh              | Emmanuel Longelo                         |
| 24 | HV | Anh              | Marcel Oakley                            |
| 26 | HV | Cộng hòa Ireland | Kevin Long                               |
| 27 | TV | Anh              | Brandon Khela                            |
| 28 | TĐ | Anh              | Jay Stansfield (cho mượn từ Fulham)      |
| 34 | TV | Croatia          | Ivan Šunjić                              |
| 35 | TV | Anh              | George Hall                              |
| 43 | TĐ | Anh              | Junior Dixon                             |
| 44 | HV | Áo               | Emanuel Aiwu (cho mượn từ Cremonese)     |
| 45 | TĐ | Scotland         | Oliver Burke (cho mượn từ Werder Bremen) |
| 48 | TM | Anh              | Brad Mayo                                |
| 49 | TV | Anh              | Romelle Donovan                          |